# Tribunal vivant
Le Tribunal vivant (« The Living Tribunal » en VO) est une entité cosmique évoluant dans l'univers Marvel de la maison d'édition Marvel Comics. Créé par le scénariste Stan Lee et les dessinateurs Marie Severin et Herb Trimpe, le personnage de fiction apparait pour la première fois dans le comic book Strange Tales #157 en juin 1967.
Le Tribunal vivant interagit souvent avec les autres entités conceptuelles de cet univers, et incarne le rôle d’arbitre et de juge.

## Historique de la publication
Le personnage du Tribunal vivant fait ses débuts dans l'histoire intitulée « The Sands of Death » publiée dans Strange Tales #157-163 (juin-décembre 1967), où il donne au héros mystique le Docteur Strange un temps limité pour prouver que la Terre vaut la peine d'être sauvée, après que Strange, dans sa lutte contre la sorcière Umar (en), a libéré le démon Zom et ainsi provoqué un déséquilibre dans l'univers.
Apparemment établi comme le pouvoir suprême dans l'univers Marvel, le personnage a fait plusieurs apparitions sporadiques au fil des ans, incluant What If...? #32 (avril 1982), Rom #41 (avril 1983) et Secret Wars II #6 (décembre 1985).
Dans l'histoire Silver Surfer (vol. 3) #31 (décembre 1989), il révèle des indices sur sa nature et son véritable but.
Après de brèves apparitions en tant qu'observateur dans Guardians of the Galaxy #16 (septembre 1991) et Quasar #26 (septembre 1991), le personnage tient un rôle important dans les séries limitées The Infinity Gauntlet (en) #1–6 (juillet-décembre 1991), Warlock and the Infinity Watch (en) #1 (février 1992) et DC vs. Marvel #1-4 (avril-mai 1996).
Le personnage est ensuite présent dans le scénario de l'histoire Marvel: The End (en) (2003). Il fait également une apparition pendant le scénario « Time Runs Out » de la série New Avengers (période Marvel NOW! (en)) où il se bat contre les Beyonders (en).
Le rôle du Tribunal vivant est finalement développé dans She-Hulk (vol. 2) #12 (novembre 2006).

## Biographie du personnage
Le Tribunal vivant est une entité cosmique omnipotente, chargée de maintenir l'équilibre cosmique dans toutes les réalités et dimensions du multivers. Il est l'incarnation de l'univers Marvel, incluant l'univers principal (Terre-616) et tous les univers alternatifs (multivers). Il fait office de juge de ces réalités, n'apparaissant qu'en de très rares occasions seulement pour prononcer un jugement, arbitrer ou surveiller d'autres entités.
Il est représenté comme un humanoïde de grande taille à la peau dorée, possédant une tête à trois visages, sans cou, en suspension au dessus du corps. L'un des visages est complètement caché par une sorte de capuche, un autre l’est à demi et le troisième est découvert. Ces trois visages représentent l’Équité, la Nécessité et la Vengeance. On suppose que ces visages correspondent à d'autres entités dans l’univers Marvel, respectivement Galactus, Éternité et Mort. Le visage qui s’adresse à un plaignant indique quelle personnalité guide le Tribunal lorsqu’il rend sa sentence.
Là où devrait se trouver un quatrième visage, se trouve un espace blanc et vide (en opposition au visage central du Tribunal assimilé à « l’Équité »). À une occasion, le Tribunal vivant a suggéré que ce quatrième visage aurait pu devenir l’énigmatique être cosmique appelé l'Étranger, le Tribunal lui ayant fait cette offre ; mais l'Étranger refusa, n’appréciant guère la comparaison et refusant sans doute d’apparaître comme un élément de quelque chose, y compris du Tribunal vivant.
Iron Man et Uatu le Gardien trouvèrent plus tard sur la Lune ce qui semble être le cadavre flétri du Tribunal vivant, sans voir aucun signe indiquant la personne ayant tué l'entité. Plus tard, lorsque Yellowjacket s'aventure dans le multivers pendant le scénario de Time Runs Out, la cause du décès du Tribunal est découverte : il est mort en combattant les Beyonders (en) tout en essayant de juguler l'anéantissement du multivers Marvel.
Après sa mort causée par les Beyonders, on découvre dans l'album Miss Hulk – tome 1 : « À armes inégales » (2005) la notion de « Magistrati », des incarnations alternatives du Tribunal vivant chargées de rendre la justice dans l'univers à sa place.
Par la suite, une version alternative d'Adam Warlock occupe le poste laissé vacant du Tribunal vivant, sur ordre de Celui-au-dessus-de-tout (the One-Above-All, ici appelé « Above-All-Others », littéralement « (celui)au-dessus-de-tout-les-autres »).
Après que le Dévoreur de mondes Galactus évolue pour devenir un porteur de vie, Lord Chaos (en) et Master Order (en) (aidés de leur serviteur l'Intermédiaire) estiment que cela déséquilibre la hiérarchie cosmique et demandent au nouveau Tribunal vivant de rendre un jugement. Cependant, lorsque le Tribunal se décide en faveur d'un « nouvel équilibre pour un nouvel univers », Lord Chaos et Master Order unissent leurs forces pour apparemment tuer l'entité. Le Tribunal vivant originel est ensuite ressuscité et vu en train de juger Lord Chaos et Master Order après la défaite du Premier firmament.

## Pouvoirs et capacités
Jusqu'à quelques années après les secondes Guerres secrètes, le Tribunal vivant a été maintenu à un niveau de puissance dans lequel il pourrait facilement faire exploser les étoiles, et ce fut tout. C'est seulement deux décennies après l'introduction du personnage qu'il a été rétroactivement remodelé comme possédant une échelle infinie de pouvoir sur au moins 16 dimensions au-delà de toute compréhension humaine. En tant qu'incarnation du multivers Marvel, il représente la somme totale de toutes les entités abstraites contenues à l’intérieur.
Il exerce son autorité sur toutes les réalités alternatives du multivers ; en conséquence, il est l'un des rares êtres vivants qui ne possède aucune contrepartie alternative sur les terres parallèles, restant unique au sein du multivers. Il peut surveiller l’intégralité du multivers simultanément et analyser l’immense quantité d’informations qu’il reçoit de cette façon, ce qui fait de lui un être véritablement omniscient.
- Le pouvoir cosmique du Tribunal vivant est apparemment sans limites ; il est capable d'oblitérer des planètes et des étoiles à volonté, ou former des barrières totalement impénétrables autour de planètes entières, voire d’univers entiers[1]. Il est même capable d'annuler le pouvoir des Gemmes de l'infini, les empêchant d'être utilisées à l'unisson[14].
- Avant qu'il ne puisse agir, les trois visages du Tribunal doivent convenir d'un verdict unanime[13].

Thanos, brandissant le Gantelet de l'infini, a classé le pouvoir du Tribunal vivant comme le plus haut dans la hiérarchie du multivers régulier de l'univers Marvel. Toutefois, le Tribunal a été facilement tué par les Beyonders (en) et a également fait référence à une entité supérieure qui éclipse largement son propre pouvoir.

## Version alternative
Lors du crossover DC vs. Marvel, publié conjointement d'avril à mai 1996 par DC Comics et Marvel Comics, le Tribunal vivant s'associe à l'entité cosmique le Spectre pour sauver leurs mondes respectifs des tentatives des deux Frères cosmiques de détruire l’un des deux multivers.
Leur pacte, avec l’aide d’Access, créé le multivers Amalgam en fusionnant les deux multivers, afin de « gagner du temps ». Comme le nouveau multivers Amalgam est instable, les anciens multivers sont restaurés. La lutte des « Frères » cosmiques continue jusqu'à ce que les efforts de Batman et de Captain America contre eux leur fassent comprendre qu'ils ont tous les deux « bien fait », et les multivers sont finalement épargnés.